# Mistrzostwa Ameryki U-18 w Piłce Ręcznej Kobiet 2008
Mistrzostwa Ameryki U-18 w Piłce Ręcznej Kobiet 2008 – siódme mistrzostwa Ameryki U-18 w piłce ręcznej kobiet, oficjalny międzynarodowy turniej piłki ręcznej o randze mistrzostw kontynentu organizowany przez PATHF mający na celu wyłonienie najlepszej złożonej z zawodniczek do lat osiemnastu żeńskiej reprezentacji narodowej w Ameryce. Odbył się w dniach 2–6 września 2008 roku w Blumenau. Tytułu zdobytego w 2007 roku broniła reprezentacja Brazylii.
Czempionat rozegrano wraz z panamerykańskimi zawodami męskimi U-19 oraz mistrzostwami kadetów obojga płci. Rozegrano je w hali Centro Esportivo Bernardo Werner w brazylijskim Blumenau i wzięło w nich udział sześć zespołów.
Zawody zostały rozegrane systemem kołowym, a we wszystkich swoich meczach triumfowały gospodynie zdobywając tym samym piąty tytuł mistrzowski.

## Mecze
| 2 września 200812:30 | Argentyna U-18 | 37:23 | Chile U-18 | Centro Esportivo Bernardo Werner, Blumenau |
| 2 września 200812:30 |                | 37:23 |            | Centro Esportivo Bernardo Werner, Blumenau |

| 2 września 200812:30 | Urugwaj U-18 | 33:18 | Paragwaj U-18 | Centro Esportivo Bernardo Werner, Blumenau |
| 2 września 200812:30 |              | 33:18 |               | Centro Esportivo Bernardo Werner, Blumenau |

| 2 września 200817:45 | Brazylia U-18 | 46:15 | Kanada U-18 | Centro Esportivo Bernardo Werner, Blumenau |
| 2 września 200817:45 |               | 46:15 |             | Centro Esportivo Bernardo Werner, Blumenau |

| 3 września 200812:30 | Argentyna U-18 | 28:16 | Paragwaj U-18 | Centro Esportivo Bernardo Werner, Blumenau |
| 3 września 200812:30 |                | 28:16 |               | Centro Esportivo Bernardo Werner, Blumenau |

| 3 września 200812:30 | Urugwaj U-18 | 36:24 | Kanada U-18 | Centro Esportivo Bernardo Werner, Blumenau |
| 3 września 200812:30 |              | 36:24 |             | Centro Esportivo Bernardo Werner, Blumenau |

| 3 września 200817:45 | Brazylia U-18 | 54:19 | Chile U-18 | Centro Esportivo Bernardo Werner, Blumenau |
| 3 września 200817:45 |               | 54:19 |            | Centro Esportivo Bernardo Werner, Blumenau |

| 4 września 200812:30 | Argentyna U-18 | 41:15 | Kanada U-18 | Centro Esportivo Bernardo Werner, Blumenau |
| 4 września 200812:30 |                | 41:15 |             | Centro Esportivo Bernardo Werner, Blumenau |

| 4 września 200812:30 | Chile U-18 | 32:19 | Paragwaj U-18 | Centro Esportivo Bernardo Werner, Blumenau |
| 4 września 200812:30 |            | 32:19 |               | Centro Esportivo Bernardo Werner, Blumenau |

| 4 września 200817:45 | Brazylia U-18 | 32:19 | Urugwaj U-18 | Centro Esportivo Bernardo Werner, Blumenau |
| 4 września 200817:45 |               | 32:19 |              | Centro Esportivo Bernardo Werner, Blumenau |

| 5 września 200812:30 | Argentyna U-18 | 25:25 | Urugwaj U-18 | Centro Esportivo Bernardo Werner, Blumenau |
| 5 września 200812:30 |                | 25:25 |              | Centro Esportivo Bernardo Werner, Blumenau |

| 5 września 200812:30 | Chile U-18 | 24:22 | Kanada U-18 | Centro Esportivo Bernardo Werner, Blumenau |
| 5 września 200812:30 |            | 24:22 |             | Centro Esportivo Bernardo Werner, Blumenau |

| 5 września 200817:45 | Brazylia U-18 | 40:16 | Paragwaj U-18 | Centro Esportivo Bernardo Werner, Blumenau |
| 5 września 200817:45 |               | 40:16 |               | Centro Esportivo Bernardo Werner, Blumenau |

| 6 września 200812:30 | Urugwaj U-18 | 29:27 | Chile U-18 | Centro Esportivo Bernardo Werner, Blumenau |
| 6 września 200812:30 |              | 29:27 |            | Centro Esportivo Bernardo Werner, Blumenau |

| 6 września 200812:30 | Paragwaj U-18 | 25:24 | Kanada U-18 | Centro Esportivo Bernardo Werner, Blumenau |
| 6 września 200812:30 |               | 25:24 |             | Centro Esportivo Bernardo Werner, Blumenau |

| 6 września 200817:45 | Brazylia U-18 | 29:26 | Argentyna U-18 | Centro Esportivo Bernardo Werner, Blumenau |
| 6 września 200817:45 |               | 29:26 |                | Centro Esportivo Bernardo Werner, Blumenau |